# Dolichoderus clarki
Dolichoderus clarki is een mierensoort uit de onderfamilie van de Dolichoderinae. De wetenschappelijke naam van de soort is voor het eerst geldig gepubliceerd in 1935 door Wheeler, W.M..